# Valmet
Valmet Oyj, фінська компанія, є розробником і постачальником технологій, систем автоматизації та послуг для целюлозної, паперової та енергетичної промисловості.
Valmet має понад 200-річну історію промислового оператора. Компанія Valmet, яка раніше належала Фінляндії, була відроджена в грудні 2013 року після відокремлення целюлозно-паперового та енергетичного бізнесу від Metso Corporation.
Послуги Valmet включають аутсорсинг технічного обслуговування, вдосконалення млинів і електростанцій, а також запасні частини. Компанія надає технології для целюлозних, тканинних, картонних і паперових заводів і біоенергетичних установок. Valmet працює в більш ніж 40 країнах і налічує близько 17 000 співробітників. Її штаб-квартира розташована в Еспоо, і вона зареєстрована на Фондовій біржі Гельсінкі.

## Історія
Протягом своєї історії компанія Valmet виготовляла кораблі, потяги, літаки, трактори, годинники та зброю.

### Корінням у 18 ст
Компанія виникла в 1750-х роках, коли була заснована невелика верф у фортеці Свеаборг (тепер вона називається Суоменлінна) на островах за межами Гельсінкі, на той час частиною шведської провінції Нюланд. На початку 20 століття він перейшов у власність фінської держави і став частиною Валмета. Компанія Tamfelt була заснована в 1797 році і стала одним з провідних постачальників технічного текстилю. Тепер ці операції є частиною бізнес-напрямку Valmet Service. 

### 1946–1998 Створення Valmet
У 1946 році кілька металургійних майстерень, що належали фінській державі, були об'єднані, щоб утворити Valtion Metallitehtaat (англ. State Metalworks), скорочено ValMet. До складу нової компанії входили різні металургійні заводи, які виробляли репараційну продукцію для Радянського Союзу в різних частинах Фінляндії. У рік заснування компанія налічувала близько 6200 співробітників.
На початку 1951 року група Valtion Metallitehtaat була перейменована на Valmet Oy. Різноманітні заводи, які раніше виготовляли військові кораблі, літаки та гармати, витратили роки на пошук нових цілей. Перетворення артилерійського заводу на виробника папероробної машини було успішним, але імпортні обмеження створили серйозні перешкоди на шляху до західних ринків. Діяльність верфі компанії часто – і несприятливо – порівнювали з діяльністю Вертсіля. Авіаційну промисловість підтримували для зміцнення національної безпеки, але вона не була прибутковою.  Філія, однак, зробила значний внесок у розробку продукції Valmet і розробила, серед іншого, портовий корабель, який використовується в портах і виготовляється як частина військових репарацій Фінляндії. Десятиліттями весь конгломерат шукав нові галузі, такі як виробництво автомобілів чи приладобудування. Сучасний контроль якості виробничих операцій увійшов у фінську обробну промисловість через діяльність Valmet, наприклад, на її автомобільних заводах. Національна політика сильно вплинула на управління та прийняття рішень у компанії. 
Valmet мав верфі в Турку та Гельсінкі (спочатку в районі Катаянокка, пізніше у Вуосаарі). У 1986 році Valmet продала свою суднобудівну діяльність Wärtsilä Oy, яка об'єднала їх зі своїми власними верфями, щоб створити Wärtsilä Marine. У 1989 році компанія була визнана банкрутом. Операції продовжувалися під назвами Masa Yards Oy, Kvaerner Masa-Yards Oy, Aker Yards Oy, Aker Finnyards Oy, STX Finland Oy і на даний момент як Meyer Turku Oy. 
У 1994 році компанія Valmet продала свої підприємства з виробництва тракторів, лісових машин і транспортних засобів компанії Sisu Auto. У 1997 році Sisu Auto було продано компанії Partek, і трактори стали відомі як Valtra Valmet, а пізніше Valtra . У 2002 році корпорація Kone купила Partek, а в 2004 році продала Sisu компанії Suomen Autoteollisuus Oy, сформованій групою фінських приватних інвесторів і керівництвом компанії. 
У 1988 році у Valmet було 17 405 співробітників.

### 1999–2012 Valmet і Rauma зливаються в Metso
У липні 1999 року Valmet Corporation і Rauma Corporation об'єдналися в нову компанію. Спочатку назва корпорації Valmet-Rauma була змінена на корпорацію Metso в серпні 1999 року. На момент злиття Valmet був постачальником паперо-картонних машин, тоді як Rauma зосереджувався на технологіях волокон, дробленні гірських порід і продуктах для контролю потоку. У результаті злиття з’явився постачальник обладнання для переробної промисловості. Акції Metso були розміщені на Гельсінській фондовій біржі, що замінило листинги компаній-попередників. 
У 2000 році Metso придбала технологію Beloit Corporation з виробництва тканин і паперу, а також її сервісні операції в Сполучених Штатах і Франції. У грудні 2006 року Metso завершила придбання целюлозного та енергетичного бізнесу у норвезької компанії Aker Kvaerner ASA. Придбання мало на меті подальше покращення спроможності компанії обслуговувати целюлозно-паперову промисловість як партнера з поставок під ключ, а також реагувати на бізнес-можливості, створені технологіями виробництва електроенергії та біомаси. Наприкінці 2009 року Metso придбала компанію Tamfelt Corporation, одного з провідних світових постачальників технічного текстилю.

### 2013 – відродження Valmet
1 жовтня 2013 року після зустрічі Metso було розділено на дві компанії: Valmet і Metso. Після поділу 31 грудня 2013 року целюлозно-паперовий і енергетичний бізнес Metso утворив нову корпорацію Valmet, тоді як гірничодобувний, будівельний і автоматизований бізнес залишився в Metso. 
Юкка Війнанен став головою ради директорів Valmet. Війнанен був членом правління Metso з 2008 по 2013 рік, а з 2009 року — головою.

### Valmet 2020–
Наприкінці червня 2020 року Нелес розлучився з Metso. Держава Фінляндія продала Valmet свою частку в 15 відсотків. У середині липня шведська компанія Alfa Laval зробила пропозицію про покупку Neles. Генеральний директор Valmet Лайне дорікнув правлінню Neles у необдуманих діях і прийнятті занадто низької ціни. Лайне раніше керував бізнес-операціями Neles і вважав, що Valmet міг би з часом придбати більше її акцій. Генеральний директор Alfa Laval сказав, що вони купили Neles за «пандемічною знижкою», а перша сторінка шведської фінансової газети Dagens Industri святкувала той факт, що Швеція незабаром стане власником промисловості Фінляндії. Valmet почав купувати акції Neles. До осені Valmet володів майже 30 відсотками акцій. Alfa Laval отримала підтримку лише третини власників Neles для своєї пропозиції про поглинання та вийшла з конкурсу в листопаді.
Neles об’єдналася з Valmet у квітні 2022 року, ставши п’ятим бізнес-напрямком Valmet, Flow Control. Компанії мали кілька керівників і співробітників, які знали один одного з часів Metso. Після злиття компанія налічувала 17 000 співробітників, 3 000 з яких прийшли з Neles.